# با همرقص‌هایت سوئینگ برقص
با همرقص‌هایت سوئینگ برقص (انگلیسی: Swing Your Partners) یک فیلم کمدی صامت کوتاه به کارگردانی آلفرد جی. گلدینگ است که در سال ۱۹۱۸ منتشر شد.

## بازیگران
- هارولد لوید
- اسناب پالرد
- ببه دنیلز
- ویلیام بلیسدل
- سمی بروکس
- لایج کانلی
- ویلیام گیلسپی
- باد جیمیسون